# Sainte-Foy-lès-Lyon
Sainte-Foy-lès-Lyon település Franciaországban, Métropole de Lyon különleges státuszú nagyvárosban (métropole: nagyjából „megyei jogú város”). Lakosainak száma 21 893 fő (2022. január 1.). Sainte-Foy-lès-Lyon Chaponost, Francheville, Lyon, La Mulatière és Oullins-Pierre-Bénite községekkel határos.

## Népesség
A település népessége az elmúlt években az alábbi módon változott:
| Lakosok száma | 21 646 | 21 978 | 22 385 | 22 012 | 22 141 | 22 175 | 22 077 | 21 858 | 21 893 |
|               | 2013   | 2015   | 2016   | 2017   | 2018   | 2019   | 2020   | 2021   | 2022   |